# Laima Žurgina
Laima Žurgina (* 24. September 1943 in Riga) ist eine lettische Dokumentarfilmregisseurin und Drehbuchautorin.

## Leben
Laima Žurgina absolvierte von 1963 bis 1968 das Staatliche Allunionsinstitut für Kinematografie (WGIK) in Moskau und arbeitete in der Folgezeit an Filmporträts führender Vertreter aus den Bereichen Kunst und Kultur. Ihre Diplomarbeit beschäftigte sich mit dem Solotänzer des Bolschoi-Theaters Maris Liepa (1971). Von Mai 1968 bis Juni 1990 arbeitete sie als Regisseurin im Filmstudio Riga und inszenierte über fünfzig Dokumentarfilme sowie mehr als einhundert Wochenschauen. Seitdem arbeitet sie freischaffend.
Ihre Dokumentarfilme wurden mehrfach ausgezeichnet und handeln oftmals von familiären Beziehungen, dem Sport und vom Leben und Werk lettischer Künstler und Kulturschaffender.
Žurgina kandidierte 2001 zur Abgeordnetenwahl des Rigaer Stadtrats für die Partei Lettlands Weg.

## Filmografie (Auswahl)
- 1971: Maris Liepa
- 1977: Raimund Pauls – Porträt eines Musikers (Raimonds Pauls)
- 1979: Imants Sijedonis – Porträt in Fällen
- 1980: Aufnahmeprüfung ins Familienleben
- 1980: Goldene Schlitten
- 1985: Das häßliche Entlein – ein Menschenkind
- 1990: Auch sie sind meine Söhne (Tie ir mani dēli)
- 2004: Mana mīļā Rīga